# Косцелник, Мартин
Ма́ртин Ко́сцелник (словац. Martin Koscelník; род. 2 марта 1995, Вранов-над-Топлёу, Прешовский край) — словацкий футболист, защитник чешского клуба «Словацко». Выступал за сборную Словакии. Участник чемпионата Европы 2020.

## Клубная карьера
Косцелник — воспитанник клубов «Футура Гуменне» и «Земплин». 26 июля 2014 года в матче против «Липтовски-Микулаш» он дебютировал во Второй лиге Словакии в составе последнего. В этом же поединке Мартин забил свой первый гол за «Земплин». В своём дебютном сезоне Косцелник помог команде выйти в элиту. 18 июля 2015 года в матче против «Тренчина» он дебютировал в Фортуна лиге. Летом 2018 года Косцелник перешёл в либерецкий «Слован». 21 июля в матче против «Карвины» он дебютировал в Первой лиге. 29 сентября в поединке против «Сигмы» Мартин забил свой первый гол за «Слован».
29 января 2025 года перешёл в чешский «Словацко», подписав двухлетний контракт.

## Международная карьера
7 сентября 2020 года в матче Лиги наций против сборной Израиля Косцелник дебютировал за сборную Словакии. В 2021 году он принял участие в чемпионате Европы 2020. На турнире Косцелник принял участие в матчах против команд Польши и Испании. 7 сентября в отборочном поединке чемпионата мира 2022 против сборной Кипра Мартин забил свой первый гол за национальную команду.

### Голы за сборную Словакии
| №  | Дата            | Место                                      | Противник | Счёт | Результат | Соревнование                     |
| -- | --------------- | ------------------------------------------ | --------- | ---- | --------- | -------------------------------- |
| 1. | 7 сентября 2021 | Национальный стадион, Братислава, Словакия | Кипр      | 2:0  | 2:0       | Чемпионат мира 2022 квалификация |